# مورچه کاردیوکوندیلای موریتانیایی
مورچه کاردیوکوندیلای موریتانیایی (نام علمی: Cardiocondyla mauritanica) نام یک گونه از سرده کاردیوکندیلا است. این گونه در ایران یافت می شود.